# HomoSFèRe
Notes
association LGBT du monde du travail (groupe SFR)
HomoSFèRe est l’association des lesbiennes, gays, bisexuels et transgenres (SFR) de la sphère professionnelle et du groupe SFR et de leurs amis.

## But
Créée le 24 octobre 2009, à l’initiative de salariés, l'association s’est fixé les missions suivantes :
- lutter contre toutes formes de discriminations liées à l’orientation sexuelle et à l’identité de genre[2],
- obtenir un engagement fort de l’entreprise contre l’homophobie et la transphobie,
- mener des actions de visibilité en interne et en externe pour éliminer les tabous et les préjugés,
- faire cesser l’autocensure au travail et l’homophobie intériorisée,
- développer la solidarité et la convivialité et favoriser les échanges entre les LGBT et leurs amis,
- participer à la prévention du VIH et des IST.

## Reconnaissance, visibilité, résultats
Grâce à un dialogue constant avec la Direction, HomoSFèRe a obtenu une reconnaissance, une visibilité, et des résultats concrets au sein du groupe SFR et même au-delà. HomoSFèRe organise chaque année, sur plusieurs sites de SFR en Île-de-France et en régions :
- des actions de sensibilisation contre l’homophobie, la lesbophobie, la biphobie et la transphobie le 17 mai en collaboration avec SOS Homophobie [3],[4],[5]

- des actions de prévention du VIH le 1er décembre, destinées aux salariés et prestataires externes travaillant dans ses locaux (réalisées en collaboration avec Sida Info Service).
- Elle participe depuis 2010 au « printemps des assoces » et à l'Existrans

Enfin, HomoSFèRe participe à la « Marche des fiertés LGBT » organisée par l'inter-LGBT à Paris ainsi que ponctuellement à d'autres marches des fiertés en région (2010 à Nantes, 2011 à Lyon, 2012 à Marseille).[réf. nécessaire]

## Histoire et faits marquants
- L'association est créée le 25 octobre 2009 par Sylvie Fondacci[6] avec des salarié-e-s de SFR.
- En avril 2010 HomoSFèRe devient membre de l'inter-LGBT[7].
- En janvier 2010, l’association convainc la Direction de SFR de lui permettre de communiquer dans l'Intranet du groupe.
- En février 2012, le principe d'un congé de parentalité est obtenu par HomoSFèRe de la direction centrale des ressources humaines du groupe SFR[8].
- juin 2012 : L'association obtient que l'entreprise organise une conférence interne en libre accès au siège de SFR sur le thème « L'orientation sexuelle a-t-elle sa place dans l’entreprise ? » en partenariat avec SOS homophobie.
- 1er septembre 2012, le congé de parentalité entre officiellement en vigueur chez SFR. Il consiste en un congés avec maintien de salaire d'une durée de 11 jours accordé aux salariés en couple avec une personne de même sexe pour la naissance ou l’adoption d’un enfant (sous la seule réserve d'une ancienneté de 6 mois dans l'entreprise)[9].
- HomoSFèRe contribue en septembre et octobre 2012 aux groupes de travail du programme d’action gouvernemental contre les violences et les discriminations commises à raison de l’orientation sexuelle ou de l’identité de genre dans le cadre de la mission confiée par le Premier ministre à Madame Najat Vallaud-Belkacem, ministre des droits des femmes et porte-parole du gouvernement. Ces contributions sont visibles sur le site du ministère[10],[11].
- le 17 mai 2013 (journée mondiale contre l'homophobie et la transphobie), Najat Vallaud-Belkacem rend visite à HomoSFèRe au siège de l'entreprise pour saluer le travail accompli[12].

- le 6 octobre 2015, HomoSFèRe annonce quitter la fédération inter-LGBT[13].

- le 3 mai 2016, à la suite de son assemblée générale d'avril 2016, l'association annonce étendre son champ d’action à l’ensemble du monde professionnel[14].